# SkyJack
SkyJack est un véhicule aérien sans pilote créé par Samy Kamkar qui recherche spécifiquement d'autres drones Parrot et les détourne via leur réseau sans fil, donnant au pilote SkyJack la possibilité de contrôler et de visualiser les sources de caméra du drone affecté,.

## Contexte
Parrot AR. Drone est un hélicoptère quadricoptère volant radiocommandé construit par la société française Parrot. Le drone est conçu pour être contrôlé par des systèmes d'exploitation mobiles ou tablettes tels que iOS ou Android pris en charge. Aucune authentification ou cryptage n'est utilisé par le Parrot pour sécuriser la connexion avec le pilote.

## Description
Samy Kamkar a publié la spécification matérielle et logicielle SkyJack le 2 décembre 2013, en open source, et a détaillé la création sur son site Web,.
Selon le site Web du projet:

« SkyJack est un drone conçu pour rechercher, pirater et prendre le contrôle sans fil d'autres drones à distance wifi, créant ainsi une armée de drones zombies sous votre contrôle.
Utilisant un Parrot AR. Drone 2, un Raspberry Pi, une batterie USB, un émetteur sans fil Alfa AWUS036H, aircrack-ng, node-ar-drone, node.js et mon logiciel SkyJack, j'ai développé un drone qui vole, cherche le signal sans fil de tout autre drone dans la zone, déconnecte de force la connexion sans fil du véritable propriétaire du drone cible, puis s'authentifie avec le drone cible en prétendant être son propriétaire, puis lui transmet des commandes ainsi que tous les autres drones zombies possédés à ma volonté. »

Le logiciel SkyJack recherche sans fil d'autres drones Parrot par leur identifiant unique organisationnel sans nécessiter aucune connaissance préalable des drones ciblés. La seule sécurité actuellement dans les drones Parrot empêche un deuxième pilote de prendre le relais, cependant SkyJack utilise Aircrack-ng pour effectuer une "attaque de désauthentification" contre le pilote, exploitant un mécanisme de sécurité sans fil. Le logiciel SkyJack prend ensuite le contrôle du drone en tant que pilote principal et fournit un contrôle total et un accès à la caméra au pilote SkyJack.